# АО-38
AO-38 и АО-38М — опытные образцы автоматов под опытный патрон 5,6 мм, разработанные Петром Ткачёвым в 1965—1968 годах.

## АО-38

### История создания
Оружие разрабатывалось П. А. Ткачёвым в рамках НИР по изысканию более практичного оружия для использования с неустойчивых положений. Таким образом был разработан 5,6-мм ав
томат АО-38 с уравновешенными импульсом отдачи подвижных частей (сбалансированной автоматикой) в компоновке булл-пап. Автомат получил положительные отзывы и в дальнейшем был доработан, получив обозначение АО-38М.

### Принцип действия и устройство
Автоматика оружия построена на отводе пороховых газов, поворотном затворе. В автомате была реализована схема со сбалансированной автоматикой: подвижные части были разделены на две равные по массе и кинематически связаны шестернёй. Такое устройство поспособствовало существенно уменьшить отдачу и улучшить кучность стрельбы. В сравнении с автоматом АКМ опытный автомат АО-38 обладал в 1,2…2 раза лучшей кучностью стрельбы.

## АО-38М
В отличие от АО-38, АО-38М был сконструирован по традиционной компоновочной схеме. Автоматика работала по принципу отвода пороховых газов, запирание ствола — поворотом затвора. В оружии была реализована схема со сбалансированной автоматикой: для исключений ударов в крайних положениях подвижные части разделены на две практически равные массы и связаны шестернёй. Это позволило существенно снизить колебания оружия и улучшить кучность стрельбы. Кроме того, улучшению кучности способствовал эффективный дульный тормоз-компенсатор. Ударно-спусковой механизм — куркового типа, допускал ведение одиночного и автоматического огня.

## Комментарии
1. ↑  Не следует путать с охотничьим патроном 5,6 × 39 мм